# Distretto di Gonja Centrale
Il distretto di Gonja Centrale (ufficialmente Central Gonja District, in inglese) è un distretto della regione di Savannah del Ghana.